# Борове (Казахстан)
Борове́ (каз. Бурабай) — село у складі Бородуліхинського району Абайської області Казахстану. Входить до складу Дмитрієвського сільського округу.
Населення — 50 осіб (2021; 129 у 2009, 212 у 1999, 260 у 1989).
Національний склад станом на 1989 рік:
- росіяни — 64 %
- німці — 28 %